# Berthold Weese
Berthold Weese (* 11. Juli 1879 in Langenbielau, Landkreis Reichenbach; †  22. August 1967 in Hof) war ein preußischer Politiker (SPD), MdL und Landrat.

## Leben
Weese besuchte die Volksschule in Peterswaldau und erlernte den Beruf eines Schriftsetzers. 1898 trat als Mitglied in die Gewerkschaft ein. Von 1903 bis 1909 wirkte er als SP-Distriktsführer und war ab 1909 bis 1912 Vorsitzender der SP in Breslau. 1913 war Weese Mitbegründer und von 1915 bis 1920 hauptamtlicher Geschäftsführer des Konsumvereins „Vorwärts“ in Breslau. Ab 1918 bis 1920 war Weese gewählter Stadtverordneter in Breslau und wirkte von November 1918 als Mitglied des Volksrates in der Stadt. 1919 wählte man Weese zum Vorstandsmitglied des Gewerkschaftskartells in Breslau. In den Jahren 1919 bis 1920 amtierte Weese als stellvertretendes Mitglied des Preußischen Staatsrats. Zudem wirkte er von 1919 bis 1931 als Mitglied des Provinziallandtags und des Provinzialausschusses Niederschlesien. Ab Mai 1920 bis August 1932 amtierte Weese als Landrat im Landkreis Strehlen in Niederschlesien.
1933 inhaftierten die Nationalsozialisten Weese für mehrere Monate im KZ Breslau-Dürrgoy, im KZ Esterwegen und im KZ Lichtenburg.
Nach Kriegsende flüchtete Weese aus Schlesien nach Mehlmeisel im Landkreis Kemnath. Seit 1947 war er in Hof an der Saale wohnhaft. Ab 1947 bis 1948 wirkte Weese als Öffentlicher Kläger bei der Spruchkammer I in Hof a. d. Saale. Von 1948 bis 1951 war er Vertreter des Bayerischen Staats und Kommissionsmitglied in den Flüchtlingslagern Hof/Moschendorf, Gießen und Uelzen.